# Verree Teasdale
Verree Teasdale (Spokane, 15 marzo 1903 – Culver City, 17 febbraio 1987) è stata un'attrice statunitense.

## Biografia
Cugina della scrittrice Edith Wharton, Verree Teasdale visse a New York, studiando nell'Erasmus Hall High School di Brooklyn e poi come attrice di teatro nella New York School of Expression. Dal 1924 al 1932 si esibì nelle commedie musicali rappresentate nei teatri di Broadway.
Il suo primo film fu Syncopation (1929), cui seguirono una ventina di pellicole, in prevalenza commedie, fino a Vieni a vivere con me (1941). Nel 1935 sposò in seconde nozze Adolphe Menjou, col quale visse fino al 1963, anno della morte di lui. Con Menjou recitò in La via lattea (1936) e L'errore del dio Chang (1940), ed entrambi furono ospiti fissi in un programma radiofonico andato in onda dalla fine degli anni quaranta ai primi anni cinquanta, la cui chiusura coincise con la fine della carriera dell'attrice.
Verree Teasdale morì nel 1987 a Culver City e fu sepolta accanto al marito nell'Hollywood Forever Cemetery.

## Filmografia
- Syncopation, regia di Bert Glennon (1929)
- The Sap from Syracuse, regia di A. Edward Sutherland (1930)
- Skyscraper Souls, regia di Edgar Selwyn (1932)
- Payment Deferred, regia di Lothar Mendes (1932)
- I milioni... che disgrazia! (They Just Had to Get Married), regia di Edward Ludwig (1932)
- Piroscafo di lusso (Luxury Liner), regia di Lothar Mendes (1933)
- Terror Aboard, regia di Paul Sloane (1933)
- Love, Honor, and Oh Baby!, regia di Edward Buzzell (1933)
- Goodbye Love, regia di H. Bruce Humberstone (1933)
- Il museo degli scandali (Roman Scandals), regia di Frank Tuttle (1933)
- La armi di Eva (Fashions of 1934), regia di William Dieterle (1934)
- Un eroe moderno (A Modern Hero), regia di Georg Wilhelm Pabst (1934)
- Dr. Monica, regia di William Keighley, William Dieterle (1934)
- Desirable, regia di Archie Mayo (1934)
- Madame du Barry, regia di William Dieterle (1934)
- The Firebird, regia di William Dieterle (1934)
- Sogno di una notte di mezza estate (A Midsummer Night's Dream), regia di Max Reinhardt (1935)
- La via lattea (The Milky Way), regia di Leo McCarey (1936)
- First Lady, regia di Frank Tuttle (1937)
- Viaggio nell'impossibile (Topper Takes a Trip), regia di Norman Z. McLeod (1938)
- La ragazza della 5ª strada (Fifth Avenue Girl), regia di Gregory La Cava (1939)
- Love Thy Neighbor, regia di Mark Sandrich (1940)
- Questa donna è mia (I Take This Woman), regia di W. S. Van Dyke (1940)
- L'errore del dio Chang (Turnabout), regia di Hal Roach (1940)
- Vieni a vivere con me (Come Live with Me), regia di Clarence Brown (1941)

## Doppiatrici italiane
- Tina Lattanzi in La ragazza della 5ª strada
- Giovanna Scotto in Vieni a vivere con me